# 1903
1903 (MCMIII) fue un año común comenzado en jueves según el calendario gregoriano de los Años 1900.

## Acontecimientos

### Enero
- 1 de enero: 
  - Reino Unido: En la ciudad de Delhi, Eduardo VII es coronado Emperador de India en medio de imponentes ceremonias.
  - En París (Francia) Joseph-Charles Mardrus publica la primera versión completa en una lengua occidental del legendario libro Las mil y una noches (16 volúmenes), luego de las magníficas antologías hechas por el francés Gallard (siglo XVIII) y por el británico Richard Francis Burton (1877).
  - En España aparece el primer número del periódico ABC.
- 2 de enero: 
  - El Gobierno de Bulgaria denuncia el tratado comercial que le une al Imperio austrohúngaro.
  - Nace en Japón, la persona viva más longeva del mundo reconocida hasta la fecha: Kane Tanaka.
- 3 de enero: los trabajos de investigación del ingeniero y académico Leonardo Torres Quevedo son reconocidos por las Academias de Ciencias de Madrid y París.

- 17 de enero: Bombardeo del Fuerte San Carlos, los cañoneros SMS Panther y el SMS Falke iniciaron un bombardeo sobre la fortaleza y las tropas venezolanas respondieron. El cañón Krupp perteneciente al castillo logró hacer mella en el Panther, dejándolo severamente dañado. Luego de media hora de combate, los alemanes se retiraron.
- 20 de enero: en auxilio del averiado Panther el crucero SMS Vineta arriba al castillo de San Carlos y lo bombardea durante ocho horas, dejándolo en ruinas. Intencionalmente o no, el fuego del buque también alcanzó al puerto cercano, matando entre 25 y 40 civiles.

- 31 de enero: Puesta en marcha de la Línea 2 del metro de París entre Anvers y la Rue de Bagnolet, el tramo comprendido entre Porte Dauphine y Anvers está abierto 1900 hasta 1902.

### Febrero
- 5 de febrero: en Barcelona doce mil mujeres firman un peticionario, dirigido al alcalde de la ciudad, para que emprenda una campaña contra la blasfemia.
- 9 de febrero: 
  - En Niza (Francia) se estrena la ópera María Magdalena, de Jules Massenet.
  - Persia y el Reino Unido firman un tratado comercial.
- 20 de febrero: se estrena la obra La escalinata de un trono, de José Echegaray.
- 21 de febrero: en Budapest se estrena la ópera Moharozsa, de Jenö Hubay.
- 23 de febrero: Cuba cede a perpetuidad la bahía de Guantánamo a Estados Unidos.

### Marzo
- 1 de marzo: 
  - En Murcia (España) se funda el periódico La Verdad.
  - En Uruguay es electo presidente de la República, por primera vez, José Batlle y Ordóñez.
- 14 de marzo: en Baja California (México) se funda la ciudad de Mexicali.
- 22 de marzo: 
  - En los Estados Unidos, el informe solicitado por Theodore Roosevelt a la Comisión sobre el Carbón recomienda una reducción del tiempo de trabajo y un aumento del 10 % en los salarios de los mineros estadounidenses.
  - En las cercanías de Galerazamba (Colombia), una erupción volcánica provoca importantes daños.
- 25 de marzo: en Avellaneda (Buenos Aires) nace el club de fútbol Racing Club, gracias a la fusión entre los equipos Barracas al Sud y Colorados Unidos.

### Abril
- 2 de abril: 
  - En Madrid, Salamanca y Zaragoza se producen sangrientos enfrentamientos entre estudiantes y políticos.
  - Puesta en marcha de la última sección de la Línea 2 del Metro de París, entre Rue de Bagnolet y la Nation.
- 25 de abril: en París,Francia, se clausura el congreso por el que se funda la sección Francesa de la internacional obrera.
- 26 de abril: en Madrid, España, se funda el Club Atlético de Madrid.
- 29 de abril: en la ciudad turca de Manzikert se registra un terremoto de 7,0 que deja 3.500 muertos y muchos daños.

### Mayo
- 17 de mayo: Rusia refuerza sus guarniciones en Port Arthur y Niuchuang.

### Junio
- 11 de junio: en Belgrado (Serbia) Alejandro I de Serbia y su esposa son asesinados en un golpe de Estado, que ubica en el trono a Pedro I.
- 16 de junio: en Detroit (Estados Unidos), Henry Ford funda la empresa de automóviles Ford Motor Company.
- 21 de junio: en Sicilia (Italia) un terremoto de 8,4 grados en la escala sismológica de Richter deja 60.000 víctimas.

### Julio
- 11 de julio: en Heredia, Costa Rica, nace Adela Ferreto Segura, educadora y escritora costarricense
- 20 de julio: en Roma, muere el papa León XIII a los 93 años de edad.
- 21 de julio: en Venezuela termina la Revolución Libertadora.
- 31 de julio a 4 de agosto: en Roma, tiene lugar el cónclave para elegir un nuevo pontífice tras la muerte del papa León XIII.

### Agosto
- 1 de agosto: en España, suceden fuertes revueltas obreras y campesinas por la huelga general declarada, con represión especialmente virulenta en Alcalá del Valle, pueblo de la Sierra de Cádiz.
- 4 de agosto: en Roma, el cardenal Sarto es elegido papa con el nombre de Pío X.
- 28 de agosto: en los Estados Unidos se funda la Harley-Davidson Motor Company.

### Octubre
- 2 de octubre: puesta en marcha de la Línea 5 del metro de París (ahora la línea 6) entre Trocadéro y Passy, el tramo comprendido entre Charles de Gaulle - Étoile y Trocadéro está abierto desde 1900.
- 3 de octubre: en la provincia de Río Negro (Argentina) se funda la ciudad de Cipolletti.

### Noviembre
- 3 de noviembre: Separación de Panamá de Colombia y Fundación del Club Atlético Newell's Old Boys.
- 4 de noviembre: Demetrio H. Brid designa la Junta Provisional de Gobierno de Panamá, conformada por José Agustín Arango, Tomás Arias, Federico Boyd y Manuel Espinosa Batista.
- 6 de noviembre: en Argentina, el Perito Moreno dona para la fundación del primer parque nacional tres leguas de los terrenos en la Patagonia que le fueron adjudicadas por sus trabajos en la frontera con Chile.
- 17 de noviembre: Bolivia y Brasil firman en Tratado de Petrópolis, un tratado de paz por el cual Bolivia cedió una superficie aproximada de 191 000 km², que corresponden en su mayor parte con el actual estado del Acre, al Brasil.
- 18 de noviembre: Panamá y los Estados Unidos firman el Tratado Hay-Bunau Varilla, un acuerdo internacional que permite a Estados Unidos tomar una franja de 16 km de anchura sobre el cual pasaría el Canal de Panamá.

### Diciembre
- 12 de diciembre: 
  - En Rusia se produce la primera escisión entre mencheviques y bolcheviques.

- 17 de diciembre:
  - En Carolina del Norte (Estados Unidos), Orville Wright efectúa el primer vuelo controlado de un avión autopropulsado, el Flyer I, construido junto con su hermano Wilbur.

- 21 de diciembre: 
  - En el País Vasco, Tomás Meabe funda las Juventudes Socialistas de España.
  - En España, Nicolás Salmerón y Alejandro Lerroux fundan la Unión Republicana.
  - En los Países Bajos, el senado adopta una ley para proteger a los trabajadores de los accidentes laborales.

## Arte y literatura
- Pío Baroja: El mayorazgo de Labraz.
- W. E. B. Du Bois: The Souls of Black Folk.
- Henry James: Los embajadores.
- Jack London: La llamada de la selva.
- Thomas Mann: Tristán.
- Matisse: La alegría de vivir.
- Antonio Machado: Soledades.
- Rudyard Kipling: Las cinco naciones.
- Bram Stoker: La joya de las siete estrellas.
- William Butler Yeats: En los siete bosques.

## Cine
- Alicia en el país de las maravillas, película dirigida por Cecil Hepworth y Percy Stow.
- Vida de un bombero estadounidense.
- Asalto y robo de un tren.

## Ciencia y tecnología
- En los Estados Unidos, Henry Ford funda una fábrica de automóviles.
- Bertrand Russell: Principios de matemática.
- William S. Harley y los tres hermanos Davidson Fundan la compañía de motocicletas Harley-Davidson

## Deporte

### Ciclismo
- Se disputa el primer Tour de Francia de la historia.

### Beisbol
- Los Boston Americans ganan la primera Serie Mundial de Béisbol también conocida como World Series, en la historia al derrotar 5 juegos a 3 a los Piratas de Pittsburgh.

### Fútbol
- Campeonato Uruguayo de Fútbol: Nacional se consagra campeón por segunda vez.
- En la ciudad de Verona en Italia se funda el Hellas Verona Football Club.
- En España, se funda el Centre d'Esports Sabadell, el club más representativo de la ciudad de Sabadell.
- 19 de marzo: se funda el Beşiktaş JK en la ciudad de Estambul en Turquía.
- 25 de marzo: se funda Racing Club en la ciudad de Buenos Aires en Argentina
- 26 de abril: se funda el Athletic Club de Madrid en la ciudad de Madrid en España
- 1 de agosto: se funda el Boavista Futebol Clube en la ciudad de Oporto en Portugal.
- 13 de septiembre: La selección de fútbol de Uruguay, representada íntegramente por jugadores de Nacional, derrota 3:2 a Argentina en Buenos Aires, obteniendo el primer triunfo internacional en la historia del fútbol uruguayo.
- 15 de septiembre: se funda el Grêmio FB en la ciudad de Porto Alegre en Brasil.
- 12 de octubre: se funda el Club Guaraní en la ciudad de Asunción en Paraguay.
- 16 de octubre: se funda el Santiago Morning en la ciudad de Santiago de Chile en Chile.
- 3 de noviembre: se funda el Club Atlético Newell's Old Boys en la ciudad de Rosario en Argentina.
- 30 de noviembre: se funda el Club Universitario de Deportes en la ciudad de Cuzco en Perú.

### Gimnasia artística
- Del 14 al 18 de agosto se celebra en Amberes (Bélgica) el I Campeonato Mundial de Gimnasia Artística.
  - Gana el medallero de campeonato  Francia.

### Golf
- Abierto de Estados Unidos:  Willie Anderson.
- Abierto Británico de Golf:  Harry Vardon.

### Tenis
- Abierto de Estados Unidos:
  - Ganadora individual: Elisabeth Moore .
  - Ganador individual: Laurence Doherty .

- Campeonato de Wimbledon:
  - Ganadora individual: Dorothea Douglass .
  - Ganador individual: Lawrence Doherty .

- Torneo de Roland Garros:
  - Ganadora individual: Adine Masson .
  - Ganador individual: Max Décugis .

## Nacimientos

### Enero
- 6 de enero: Maurice Abravanel, director estadounidense de música clásica (f. 1993).
- 2 de enero: Kane Tanaka, supercentenria japonesa (f. 2022).
- 19 de enero: Ture Ara, actor, profesor de canto y barítono, intérprete de ópera y schlager de nacionalidad finlandesa (f. 1979).
- 23 de enero: 
  - Grigori Aleksandrov, director de cine soviético (f. 1983).
  - Eduardo Alessandri, abogado y político liberal chileno (f. 1973).
- 31 de enero: Afanasi Beloborodov, líder militar soviético (f. 1990).

### Febrero
- 5 de febrero: Gitta Alpar, soprano de ópera y opereta húngara. (f. 1991).
- 12 de febrero: Jorge Basadre, historiador peruano (f. 1980).
- 13 de febrero: Anatoly Aleksandrov, físico soviético (f. 1994).
- 24 de febrero: José Aliseda Olivares, pedagogo y político socialista español (f. 1964).

### Marzo
- 4 de marzo: Adrian Adolph Greenburg, diseñador de vestuario y de moda estadounidense (f. 1959).
- 14 de marzo: Iris Adami Corradetti, soprano italiana (f. 1998).
- 19 de marzo: José Mejía Vides, n pintor, escultor y grabador salvadoreño (f. 1993).
- 25 de marzo: Pedro Enrique Alfonso, soprano italiana (f. 1977).

### Abril
- 2 de abril: Virgínia Amposta Amposta, sindicalista y maestra española (f. 1939).
- 3 de abril: Lola Álvarez Bravo, fotógrafa mexicana (f. 1993).
- 4 de abril: José María Acuña López, escultor gallego (f. 1991).
- 21 de abril: Pilar de Madariaga Rojo, profesora e investigadora especializada en químicas (f. 1995).
- 24 de abril: José Antonio Primo de Rivera , político y abogado español, fundador de Falange española (f. 1936).

### Mayo
- 3 de mayo: Bing Crosby, cantante estadounidense (f. 1977).

- 4 de mayo: Luther Adler, actor estadounidense (f. 1984).
- 8 de mayo: Manuel Anatol, ingeniero franco-español (f. 1990).
- 25 de mayo: Parker Otto Ackley, armero, fabricante de cañones, desarrollador de cartuchos, autor y columnista (f. 1989).
- 26 de mayo: Otto Abetz, embajador de la Alemania nazi ante la Francia de Vichy (f. 1958).
- 27 de mayo: José Felipe de Alcover y Sureda, diplomático español.

### Junio
- 9 de junio: Felice Bonetto, piloto de automovilismo italiano (f. 1953).
- 13 de junio: Marcial Lafuente Estefanía, escritor español (f. 1984).
- 15 de junio: Francisco Alcoriza, exfutbolista español (f. 1991).
- 26 de junio: Livio Abramo, artista brasileño (f. 1992).

### Julio
- 9 de julio: José Antonio de Aldama y Pruaño, religioso español, jesuita, teólogo y mariólogo (f. 1980).
- 11 de julio: Rudolf Abel, agente de inteligencia de la Unión Soviética británico (f. 1971).
- 12 de julio: Manuel Agustín Aguirre, político y catedrático ecuatoriano (f. 1992).

### Agosto
- 6 de agosto: Juan de Ajuriaguerra, político español de ideología nacionalista vasca (f. 1978).
- 10 de agosto: 
  - Manuel Alonso Peña, ingeniero agrónomo español (f. 1982).
  - Julia Álvarez Resano, maestra, abogada y política socialista española (f. 1948).
- 12 de agosto: Absalón Argañarás, intor autodidacta argentino (f. 1980).
- 30 de agosto: Asbjørn Andersen, actor y director cinematográfico de nacionalidad danesa (f. 1978).

### Septiembre
- 3 de septiembre: José de la Cuadra, escritor ecuatoriano (f. 1941).
- 5 de septiembre: Taqí Araní, militante comunista iraní (f. 1940).
- 8 de septiembre: Mercedes Agurcia, dramaturga y directora teatral hondureña (f. 1980).
- 11 de septiembre: Theodor Adorno, filósofo alemán de origen judío (f. 1969).
- 13 de septiembre: Virgil Aldrich, filósofo estadounidense (f. 1988)
- 15 de septiembre: Roy Acuff, violinista, letrista y cantante estadounidense (f. 1992).
- 16 de septiembre: José Pedro Argul, crítico, historiador y escritor de arte uruguayo (f. 1974).
- 18 de septiembre: Jorge Carrera Andrade, escritor y poeta ecuatoriano (f. 1978).
- 24 de septiembre: Lawrence Hugh Aller, astrónomo estadounidense (f. 2003).

### Octubre
- 13 de octubre: Ali Vâsib, cuadragésimo primera cabeza de la dinastía otomana (f. 1983).
- 15 de octubre: Erik Anker, regatista y empresario noruego (f. 1994).
- 23 de octubre: Juan Aguilera Araneda, futbolista chileno (f. 1979).
- 31 de octubre: María Teresa León, escritora española (f. 1988).

### Noviembre
- 8 de noviembre: Luigi Allemandi, futbolista y director técnico italiano (f. 1978).
- 9 de noviembre: 
  - Josefina Pla, poetisa y dramaturga paraguaya de origen español. (f. 1999).
  - Francesc Almela i Vives, escritor e historiador español (f. 1978).
- 17 de noviembre: André Arbus, arquitecto, diseñador y escultor (f. 1969).
- 23 de noviembre: Juan Jover, piloto de automovilismo español (f. 1960).

### Diciembre
- 20 de diciembre: Aldo Pellegrini, poeta, dramaturgo, ensayista y crítico de arte argentino (f. 1973).
- 23 de diciembre: Victorino Abellanosa, dramaturgo filipino en lengua española (f. 1967).

## Premios Nobel
- Física: Antoine Henri Becquerel, Pierre Curie, Marie Curie
- Química: Svante August Arrhenius
- Medicina: Niels Ryberg Finsen
- Literatura: Bjørnstjerne Martinus Bjørnson
- Paz: William Randal Cremer